# King Baggot (Kameramann)
King Baggot (* 15. August 1943 als Stephen King Baggot) ist ein US-amerikanischer Kameramann beim Kinofilm der 1980er und frühen 1990er Jahre.

## Leben und Wirken
Der Enkel des Schauspielers und Regisseurs King Baggot (1879–1948) und Sohn des Kameramanns Robert King Baggot (1914–1965) arbeitete zunächst als Kameramann für den ABC-Sender KABC-TV. In dieser Funktion war Baggot einer der ersten Männer, die 1969 am Tatort des von der Manson Family verübten Mordes an Sharon Tate und vier weiteren Personen eintrafen. Die von Baggot gemachten Aufnahmen des Massakers gingen um die Welt.
Der seit Mai 1968 verheiratete Baggot wechselte 1979 zum Kinofilm und filmte zunächst als einfacher Kameramann (sog. camera operator) das ebenso elegante wie geschmäcklerische Sittenbild aus der High Society Ein Mann für gewisse Stunden; der Film bedeutete den Durchbruch für den jungen Richard Gere. Kurz darauf gab King Baggot seinen Einstand als Chefkameramann (sog. director of photography bzw. cinematographer).
In dieser Funktion filmte er eine Reihe von künstlerisch wenig ambitionierten, konventionellen Unterhaltungsfilmen, vor allem Komödien. Baggot stand aber auch bei härteren Stoffen wie Action- und Horrorfilmen hinter der Kamera. Darüber hinaus zeichnete er auch für die Aufnahmen des Madonna-Videos „Burning Up“ verantwortlich. Bereits 1993 zog sich King Baggot wieder aus dem Kinofilmgeschäft zurück.

## Filmografie (Auswahl)
- 1980: Noch mehr Rauch um überhaupt nichts (Cheech & Chong’s Next Movie)
- 1981: Die Hand (The Hand)
- 1981: Beatlemania
- 1981: Ein besonderer Held (Some Kind of Hero)
- 1981: Mord in Zelle 3 (Fast Walking)
- 1982: Ehe mit Hintergedanken (Second Thoughts)
- 1982: Dr. Detroit
- 1983: Starfight (The Last Starfighter)
- 1984: Die Rache der Eierköpfe (Revenge of the Nerds)
- 1984: Oh Gott ! Du Teufel (Oh, God! You Devil)
- 1984: Gotcha! – Ein irrer Trip
- 1985: Mord über den Wolken (Hostage Flight, TV)
- 1985: Die Nacht ohne Mitleid (Final Jeopardy, TV)
- 1985: Job Busters (TV)
- 1986: Archie und Harry – Sie können’s nicht lassen (Tough Guys)
- 1986: Sunday Drive
- 1987: Ich bin Du (Vice Versa)
- 1987: Weekend War (TV)
- 1988: Wild Jack (TV-Mehrteiler)
- 1989: Dream a Little Dream
- 1989: Mut einer Mutter (A Mother’s Courage: The Mary Thomas Story) (TV)
- 1989: The Bradys (TV-Serie)
- 1989: Little Vegas
- 1990: Eine erniedrigte Frau (She Said No) (TV)
- 1990: Sons and Daughters (TV-Serie)
- 1991: Straßenkinder (Where the Day Takes You)
- 1992: Boiling Point – Die Bombe tickt (Boiling Point)